# 楊伯通
杨伯通（12世纪—1199年），字吉甫，金朝官员。弘州（今河北省阳原县）人，金章宗时尚书左丞。
金世宗大定年间，擢进士第，由尚书省令史升吏部主事。以廉正有才干授同知定武军节度使事。官至顺义军节度副使。因马琪推荐，召为尚书省都事。金章宗即位，明昌元年（1190年），官至吏部尚书，转任户部尚书。承安二年（1197年），拜为参知政事。承安四年（1199年），进尚书左丞。致仕。不久去世。

## 延伸阅读
[在维基数据编辑]
 《金史·卷95》，出自脱脱《遼史》